# Nick Lowe
Pour les articles homonymes, voir Lowe.
Nicholas Drain « Nick » Lowe, né le 24 mars 1949 à Walton-on-Thames en Angleterre, est un chanteur, compositeur et producteur musical qui a enregistré et produit dans différents styles. Figure notable du pub rock à la new wave en passant par le punk rock et la power pop, Nick Lowe a enregistré de multiples albums solo toujours bien reçus par la critique. Chanteur mais également guitariste, bassiste, pianiste et harmoniciste, Nick Lowe est connu autant pour ses chansons comme Cruel to Be Kind (US Top 40 single) ou I Love the Sound of Breaking Glass (top 10 UK hit) que pour son travail de production avec entre autres Elvis Costello, Graham Parker, The Damned, Pretenders ou encore Dr. Feelgood.

## Biographie
En 1965, l'année de ses 16 ans, Nick Lowe forme le groupe de rock Kippington Lodge avec son ami Brinsley Schwarz. Ils sortent quelques 45 tours sur Parlophone. Trois ans plus tard, le groupe change de nom pour devenir Brinsley Schwarz et, par la même occasion, de style musical pour un mélange de country et de blues-rock : Elvis Costello leur empruntera (What's So Funny 'Bout) Peace, Love and Understanding, qui sera un grand succès.
Ayant quitté Brinsley Schwarz au milieu des années 1970, Nick Lowe commence à jouer au sein du groupe Rockpile avec Dave Edmunds. En août 1976, Lowe réalise So It Goes/Heart of the City, son premier single pour le label Stiff Records. Son premier EP, l'année suivante, s'intitule Bowi en réponse à l'album Low de David Bowie. Sur ce label et d'autres, Nick Lowe produira Damned Damned Damned de The Damned et plusieurs albums d'Elvis Costello, dont My Aim Is True, This Year's Model et Armed Forces.
Nick Lowe et Dave Edmunds étant sous contrat dans des maisons de disques différentes, tous leurs albums "solos" de cette époque sont de Rockpile, même s'ils sont alternativement crédités à l'un ou à l'autre.
En 1979, Nick Lowe épouse la chanteuse country Carlene Carter, belle-fille de Johnny Cash. Bien qu'ils divorcent en 1990, Nick Lowe reste très lié à la famille Cash (il avait adopté Tiffany Anastasia Lowe, la fille de Carlene) ; il jouera régulièrement avec Johnny Cash et ce dernier enregistrera quelques chansons de Lowe.
Après la fin de Rockpile, Nick Lowe tournera quelque temps avec son groupe Noise To Go et avec The Cowboy Outfit, qui comprenait Paul Carrack aux claviers. Il sera aussi membre du super-groupe éphémère Little Village avec John Hiatt, Ry Cooder et Jim Keltner.
En 1992, (What's So Funny 'Bout) Peace, Love and Understanding est réenregistré par Curtis Stigers pour la bande originale du film Bodyguard (album qui se vend à 17 millions d'exemplaires rien qu'aux États-Unis et dont les royalties font de Nick Lowe un millionnaire). Désormais à l'abri des contraintes commerciales, Nick Lowe peut alors enregistrer plusieurs albums solos dans son style inimitable et poursuivre sa prolifique carrière aux États-Unis et en Europe à son rythme depuis la tranquille localité de Brentford (Grand Londres), où il vit avec sa seconde épouse et leur fils.
En 2008, Nick Lowe a épousé en secondes noces Peta Waddington, designeuse, directrice artistique et DJ, après avoir eu leur fils Roy Lowe en 2005.

## Discographie

### Singles
- 1976 : So It Goes
- 1978 : I Love the Sound of Breaking Glass
- 1979 :  Crackin' Up
- 1979 : Cruel to Be Kind (en)
- 1984 : Half Boy Half Man

### Albums
- 1978 : Jesus of Cool (connu comme Pure Pop for Now People aux États-Unis)
- 1979 : Labour of Lust
- 1982 : Nick the Knife
- 1983 : The Abominable Showman
- 1984 : Nick Lowe & His Cowboy Outfit
- 1984 : 16 All Time Lowes (Compilation)
- 1985 : The Rose of England
- 1986 : Nick's Knack (Compilation)
- 1988 : Pinker and Prouder than Previous
- 1989 : Basher: The Best of Nick Lowe (Compilation)
- 1990 : Party of One (Reprise) produit par Dave Edmunds avec Ry Cooder, Jim Keltner, Paul Carrack
- 1991 : The Wilderness Years (Compilation)
- 1994 : The Impossible Bird
- 1998 : Dig My Mood
- 1999 : The Doings (coffret)
- 2001 : The Convincer
- 2004 : Untouched Takeaway (live)
- 2007 : At My Age
- 2009 : Quiet Please... The New Best of Nick Lowe (Compilation)
- 2011 : The Old Magic
- 2013 : Quality Street - A Seasonal Selection For All The Family
- 2024 : Indoor Safari